# Piotrowice (gmina w województwie lubelskim)
Piotrowice – dawna gmina wiejska istniejąca do 1954 roku w woj. lubelskim. Siedzibą władz gminy były Piotrowice.
Gmina powstała za Królestwa Polskiego w powiecie lubelskim w guberni lubelskiej w 1874 roku z obszaru zniesionych gmin Strzyżewice i Tuszów.
W okresie powojennym gmina należała do powiatu lubelskiego w woj. lubelskim. Według stanu z dnia 1 lipca 1952 roku gmina składała się z 23 gromad.
Gmina została zniesiona 29 września 1954 roku wraz z reformą wprowadzającą gromady w miejsce gmin. Jednostki nie przywrócono 1 stycznia 1973 roku po reaktywowaniu gmin, utworzono natomiast jej terytorialny odpowiednik, gminę Strzyżewice.